# La Garenne-Colombes

Położenie La Garenne-Colombes w ramach aglomeracji paryskiej

Garenne-Colombes – miejscowość i gmina we Francji, w regionie Île-de-France, w departamencie Hauts-de-Seine.
Według danych na rok 2012 gminę zamieszkiwały 28 371 osoby, a gęstość zaludnienia wynosiła 15 939 osób/km² (wśród 1287 gmin regionu Île-de-France Garenne-Colombes plasuje się na 870. miejscu pod względem powierzchni.

## Miasta partnerskie
- Clarksville